# Adalbert Duchek
Adalbert Duchek (Praga, 1º dicembre 1824 – Vienna, 2 marzo 1882) è stato un patologo ceco.

## Biografia
Nel 1848 conseguì il dottorato in medicina a Praga, diventando in seguito professore presso la scuola medico-chirurgica di Lemberg (1855). Poco dopo fu professore all'Università di Heidelberg (1856-58) e nel 1858 fu professore alla Josephs Academy di Vienna. Nel 1871 sostituì Josef Škoda (1805-1881) presso la facoltà di medicina di Vienna. Dopo la morte di Duchek nel 1882, la sua posizione a Vienna fu occupata da Carl Nothnagel (1841-1905).
Duchek era considerato un eccellente insegnante e un diagnostico, ricordato per le sue indagini sullo scorbuto. A Viennafu redattore di annuari medici (1861-70) e del settimanale pubblicato dalla K.K. Gesellschaft der Ärzte zu Wien.

## Opere principali
- Die Krankheiten der Kreislaufs-, Athmungs-, Verdauungs-, der Geschlechts- und Harnorgane.
- Scorbut; in Pitha-Billroth "Handbuch der allgemeinen und speciellen Chirurgie" I, 2. Abt. A, Erlangen 1876).